# Прато д'Ера (Пиза)
Прато д'Ера је насеље у Италији у округу Пиза, региону Тоскана.
Према процени из 2011. у насељу је живело 32 становника. Насеље се налази на надморској висини од 155 м.